# Reserva Biológica do Juruena
A Reserva Biológica do Juruena é uma unidade de conservação localizada no estado de Mato Grosso, Brasil. Criada em 2006, a reserva abrange uma área de aproximadamente 1,9 milhão de hectares e é gerida pelo Instituto Chico Mendes de Conservação da Biodiversidade (ICMBio).

## História
A criação da Reserva Biológica do Juruena foi motivada pela necessidade de proteger ecossistemas únicos da região do rio Juruena, que abriga uma biodiversidade extraordinária. A área da reserva inclui uma variedade de habitats, como florestas tropicais, savanas e áreas úmidas, oferecendo refúgio para uma vasta gama de espécies vegetais e animais.

## Ecossistemas e Biodiversidade
A Reserva Biológica do Juruena é conhecida por sua rica biodiversidade, que inclui espécies ameaçadas de extinção e endêmicas da Amazônia. Entre os animais encontrados na reserva estão a onça-pintada, o tucano-toco, o peixe-boi da Amazônia e diversas espécies de primatas.

## Importância Ambiental
Como uma área de preservação rigorosa, a reserva desempenha um papel crucial na conservação da biodiversidade regional e na mitigação das mudanças climáticas. Além disso, protege recursos hídricos vitais e apoia a sustentabilidade das comunidades locais que dependem dos serviços ecossistêmicos fornecidos pela reserva.

## Pesquisa Científica e Educação
A Reserva Biológica do Juruena também serve como um importante local de pesquisa científica, contribuindo para o avanço do conhecimento sobre a ecologia amazônica, mudanças climáticas e manejo sustentável dos recursos naturais. Programas educativos são desenvolvidos para promover a conscientização ambiental e a valorização da conservação entre as comunidades próximas.

## História
A criação da Reserva Biológica do Juruena foi motivada pela necessidade de proteger ecossistemas únicos da região do rio Juruena, que abriga uma biodiversidade extraordinária. A área da reserva inclui uma variedade de habitats, como florestas tropicais, savanas e áreas úmidas, oferecendo refúgio para uma vasta gama de espécies vegetais e animais.

## Ecossistemas e Biodiversidade
A Reserva Biológica do Juruena é conhecida por sua rica biodiversidade, que inclui espécies ameaçadas de extinção e endêmicas da Amazônia. Entre os animais encontrados na reserva estão a onça-pintada, o tucano-toco, o peixe-boi da Amazônia e diversas espécies de primatas.

## Importância Ambiental
Como uma área de preservação rigorosa, a reserva desempenha um papel crucial na conservação da biodiversidade regional e na mitigação das mudanças climáticas. Além disso, protege recursos hídricos vitais e apoia a sustentabilidade das comunidades locais que dependem dos serviços ecossistêmicos fornecidos pela reserva.

## Pesquisa Científica e Educação
A Reserva Biológica do Juruena também serve como um importante local de pesquisa científica, contribuindo para o avanço do conhecimento sobre a ecologia amazônica, mudanças climáticas e manejo sustentável dos recursos naturais. Programas educativos são desenvolvidos para promover a conscientização ambiental e a valorização da conservação entre as comunidades próximas.